# Rindik
Rindik is een bestuurslaag in het regentschap Bangka Selatan van de provincie Bangka-Belitung, Indonesië. Rindik telt 1162 inwoners (volkstelling 2010).